# Badis dibruensis
Badis dibruensis is een straalvinnige vissensoort uit de familie van de dwergbaarzen (Badidae). De wetenschappelijke naam van de soort is voor het eerst geldig gepubliceerd in 2010 door Geetakumari & Vishwanath.